# Verfluchte Liebe deutscher Film
Verfluchte Liebe deutscher Film ist ein 2016 fertiggestellter essayistischer Dokumentarfilm von Dominik Graf und Johannes F. Sievert, der sich auf eine Entdeckungsreise zu den vergessenen deutschen Genre-Filmen begibt und von der Gegenbewegung zum Neuen Deutschen Film und ihrem Einfluss auf die Film-Kultur erzählt. Der Dokumentarfilm enthält Interviews mit siebzehn Filmemachern, Filmkritikern und Filmhistorikern.

## Synopsis
Der Film ist eine dokumentarische Spurensuche in die unentdeckte deutsche Filmgeschichte. Ein Essay über das oft vergessene deutsche Genrekino, über publikumsaffines Kino, das Sensationen und Anspruch vereint.
In den 1970ern und 80ern entstand eine Reihe von ungewohnt physischen und schmutzigen Filmen, die sich von den idyllisch stilisierten Nachkriegsfilmen verabschiedeten und sich gleichzeitig von ihren intellektuelleren Zeitgenossen des Neuen Deutschen Films abgrenzten. In Interviews bringen prominente Wegbegründer dieses in Vergessenheit geratene Kapitel der deutschen Filmgeschichte zurück auf die Leinwand und reflektieren, was letztendlich zu seinem Ende geführt hat.

## Produktion
Der Dokumentarfilm verwendet Filmausschnitte und Fotos zusammen mit aktuellen Interviews der damaligen Filmemacher.
Die Dokumentation wurde von Dominik Graf und Johannes F. Sievert geschrieben und inszeniert. Der Film wurde für den WDR und arte hergestellt und von der Film- und Medienstiftung Nordrhein-Westfalen gefördert.
Verfluchte Liebe deutscher Film erlebte auf der Berlinale 2016 seine Uraufführung im Rahmen des Forums und war danach auf zahlreichen Festivals im In- und Ausland zu sehen, wie dem Festival del Film Locarno, beim Shanghai International Film Festival, dem Festival des deutschen Films, dem Besonders Wertlos Festival und anderen.
Der Film wurde vom BVR für den Regiepreis Metropolis 2016 in der Kategorie ‚Beste Dokumentarfilm-Regie’ nominiert.
Die Fortsetzung Offene Wunde deutscher Film wurde auf der Berlinale 2017 erstmals gezeigt.

## Kritiken
„Ein vehementer Einspruch gegen die jüngere deutsche Filmgeschichte: In Verfluchte Liebe Deutscher Film sucht Dominik Graf eine ganz andere Wahrheit.“